# 夢 (岩崎宏美の曲)
「夢」（ゆめ）は、2001年9月21日にリリースされた岩崎宏美の56枚目のシングル。

## 解説
- 12cmCD（マキシシングル）としてリリースされた。
- シングル収録時ポリープを患っており、2003年発売のカバー・アルバム『Dear Friends』収録時にボーカルを録り直した。
- もともとは、さだまさしコンサート『第2回まさしんぐWORLDコンサート』の演目である舞台劇『軽井沢スィート』（1985年）に出演する岩崎の歌う劇中歌として作られた歌で、長年さだに楽曲提供の依頼をしていた岩崎がカバー曲としてこの歌を選んだもの。なお、この舞台劇で岩崎の演じたヒロイン役は十勝花子とのダブルキャストで、それぞれ岩崎とさだの2通りのバージョンがあり、後者はさだ自身のシングルにも収録された。
- 2曲目の「風の道」は大貫妙子のカバー曲。
- 3曲目の「この広い空の下」は、1枚目のアルバム『あおぞら』に収録されている楽曲で、アレンジ・ボーカル共に録り直したバージョンである。

## 収録曲
- 全編曲：古川昌義

1. 夢
作詞・作曲：さだまさし
2. 風の道
作詞・作曲：大貫妙子
3. この広い空の下
作詞：阿久悠／作曲：馬飼野康二
4. 夢（オリジナル・カラオケ）
5. 風の道（オリジナル・カラオケ）